# Panchgani
Panchgani là một thành phố và là nơi đặt hội đồng đô thị (municipal council) của quận Satara thuộc bang Maharashtra, Ấn Độ.

## Địa lý
Panchgani có vị trí 17°55′B 73°49′Đ / 17,92°B 73,82°Đ Nó có độ cao trung bình là 1293 mét (4242 feet).

## Nhân khẩu
Theo điều tra dân số năm 2001 của Ấn Độ, Panchgani có dân số 13.280 người. Phái nam chiếm 57% tổng số dân và phái nữ chiếm 43%. Panchgani có tỷ lệ 82% biết đọc biết viết, cao hơn tỷ lệ trung bình toàn quốc là 59,5%: tỷ lệ cho phái nam là 87%, và tỷ lệ cho phái nữ là 75%. Tại Panchgani, 9% dân số nhỏ hơn 6 tuổi.